# Alfonso Azpiri
Alfonso Azpiri (castellà: Alfonso Azpiri Mejía)  (Madrid, 17 de gener de 1947 - Madrid, 18 d'agost de 2017) va ser un dibuixant reconegut pels seus còmics de ciència-ficció. Especialment populars són les històries de Lorna (per a adults) i Mot (per a públic juvenil).
Els primers còmics els va publicar en la revista Trinca a partir de 1971, amb guions de Carlos Buiza i Carlos Cidoncha. Amb el tancament de Trinca, Azpiri va realitzar còmics eròtics pel mercat italià compaginats amb còmics d'autor com ara Zephyd. També va col·laborar a la revista infantil El Acordeón el 1976. A partir de 1981, en Cimoc, va crear la sèrie Lorna, amb Cidoncha com a guionista, cosa que va acabar portant les seves obres a altres publicacions com ara Heavy Metal i Penthouse Comix. Als 80 va fer diversos treballs per la indústria del vídeojoc i el 1988 comença a publicar per El País al suplement juvenil El Pequeño País el còmic Mot, que més tard seria recopilat en un volum i adaptat a una sèrie d'animació.

## Obres destacades
- Zephyd (1978)
- Lorna (1979)
- Mot (1988)